# Allgäustraße

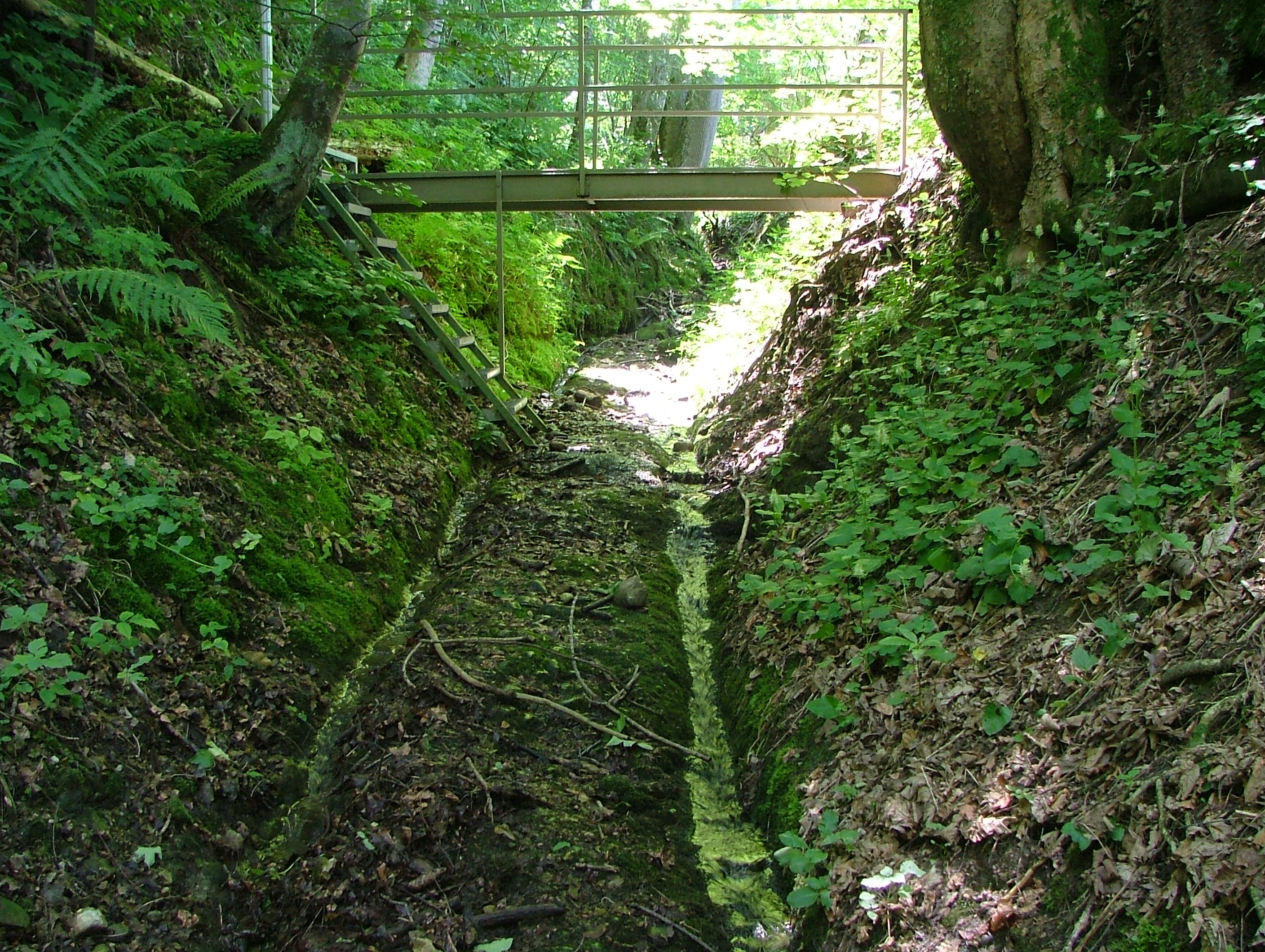
Römerstraße bei Buchenberg/Klamm

Allgäustraße ist die neuzeitliche Bezeichnung für eine überdurchschnittlich breite (9,5 Meter) Römerstraße in der römischen Provinz Rätien (Raetia), die von Augsburg (Augusta Vindelicorum) in Richtung Südwesten über Kempten (Allgäu) (Cambodunum) nach Bregenz (Brigantium) führte. Von dort hatte sie Anschluss nach Chur (Curia Raetorum) und entlang des Bodensees (Brigantinus Lacus) nach Obergermanien (Germania superior) und Gallien (Gallia). Von Chur gab es über den Septimerpass eine Verbindung nach Como (Comum) in Italien. Der lateinische Name dieser Straße hat sich nicht erhalten, auch ist ihr Verlauf weder in der Tabula Peutingeriana noch im Itinerarium Antonini überliefert. Der Begriff „Allgäustraße“ wird hier nach dem Vorbild von Gerold Walser verwendet.

## Geschichte
Die Römer haben immer Wert auf gute Straßenverbindungen gelegt. Sie bauten daher neben der Via Claudia Augusta als der Hauptroute von Augsburg nach Italien bald auch einen zweiten weiter westlich über die Alpen verlaufenden Weg nach Oberitalien. Diese Route wird heute auf ihrem Abschnitt zwischen Augsburg und Bregenz Allgäustraße genannt. Später kam noch als dritte große Verbindung von Augsburg nach Italien die Via Raetia hinzu. Diese östlichere und neuere Variante war durchgehend für Fahrzeuge geeignet und führte über den Brennerpass.
Die Allgäustraße hatte in Bregenz nicht nur Anschluss über Chur und den Septimerpass nach Italien, sondern auch nach Westen über die Verkehrswege entlang des Bodensees und des Hochrheins. Sie wurde dadurch zu einer wichtigen Verbindungsstraße zwischen Augsburg und der Provinz Obergermanien mit ihrer Hauptstadt Mainz (Mogontiacum). Die römische Provinz Raetia und damit auch ihre wichtigsten Städte Augsburg, Kempten (Allgäu) und Chur war enger mit der westlichen Nachbarprovinz Germania superior verknüpft als mit Norikum (Noricum) östlich des Inns (Aenus). Raetien unterstand von Beginn (15 v. Chr.) dem obergermanischen Militärkommando in Mainz, faktisch wohl auch noch, als es ab 180 n. Chr. über eine eigene in Augsburg stationierte Legion verfügte. Ein kleines Indiz für Raetiens Tendenz nach Westen ist die erst in neuerer Zeit bekannt gewordene Tatsache, dass Raetien in der Mitte des dritten Jahrhunderts, wenn auch nur für kurze Zeit, dem Gallischen Sonderreich unter dem Gegenkaiser Postumus angehörte. Diese Zugehörigkeit erfolgte vermutlich, weil der westliche Gegenkaiser mehr Schutz vor den Einfällen der Germanen versprach als der Kaiser in Rom. Dieser hatte Truppen von der Grenze zu Germania magna abgezogen, um das persische Sassanidenreich zu bekämpfen, und damit Rätien fast wehrlos den räuberischen Alemannenbanden aus Germania magna ausgeliefert.
Ihre erste große militärische Bewährungsprobe hatten die Allgäustraße und ihre Verlängerung nach Westen im Gefolge des Vierkaiserjahres (68/69 nach Chr.) zu bestehen. Kaiser Vespasian verlegte auf ihr und der etwas nördlich etwa parallel verlaufenden Donausüdstraße große Truppenverbände aus Noricum und Raetien in Eilmärschen gezwungenermaßen über das Rheinknie bei Basel an den Niederrhein, um den Aufstand der Bataver-Kohorten niederzuschlagen. Spätestens bei dieser Gelegenheit wurde klar, wie zeitraubend der Umweg von Augsburg über das Rheinknie bei Basel nach Mainz und Trier (Augusta Treverorum) war, denn die römischen Truppen, die diesen Weg genommen hatten, erreichten Trier erst, als der Bataveraufstand ohne ihre Mitwirkung erfolgreich niedergeschlagen worden war. Vespasian ordnete aufgrund dieser schlechten Erfahrung ohne Zögern den Bau einer neuen nach Nordwesten gerichteten Verbindung von der Donausüdstraße bei Tuttlingen durch das Kinzigtal nach Straßburg (Argentoratum) an. Die neue Kinzigtalstraße, diese kürzere, strategische Verbindung von Augsburg nach Mainz und an den Niederrhein, war dem Militär immer noch zu lang. Nur wenige Jahre später, noch zu flavischer Zeit, wurde auf Verlangen der Strategen der Bau einer aufwendigen, völlig neuen, noch nördlicheren, fast der Luftlinie folgenden Verbindung zwischen den beiden Provinzhauptstädten Augsburg und Mainz in Angriff genommen. Sie führte über Günzburg (Guntia), Cannstatt und Ladenburg (Lopodunum) direkt nach Mainz. Diese Route war im Vergleich zur Route über die Kinzigtalstraße nochmals um etwa 150 km oder sechs Tagesmärsche kürzer. Nicht zuletzt zum Schutz der neuen kurzen Straßenverbindung wurde die Reichsgrenze von der oberen Donau nach Norden und vom Oberrhein nach Osten verlegt. Diese neue Grenze (Limes), heute Obergermanisch-Rätischer Limes genannt, war zunächst nur eine militärisch überwachte Grenzlinie, deren Überwachungs- und später auch Verteidigungsmechanismen mit der Zeit immer weiter ausgebaut und perfektioniert wurden. Die Allgäustraße verlor durch die neue Straße ebenso wie der westliche Abschnitt der Donausüdstraße nach dem Jahre 95 einen großen Teil ihrer bisherigen Bedeutung. Dieser Bedeutungsverlust resultierte aus dem auf dieser Straße abnehmenden militärischen und zivilen Verkehr von Augsburg nach Mainz und zum Niederrhein. Dieser Verlust betraf nicht die Bedeutung der Straße für die lokale Wirtschaft und für den Warenaustausch mit Gallien und Italien. Es gab Manufakturen in Raetien, die von der Existenz dieser Straße auch im 2. Jahrhundert großen Vorteil zogen. Dazu zählte z. B. die Töpfereiindustrie in Schwabmünchen (Rapis).

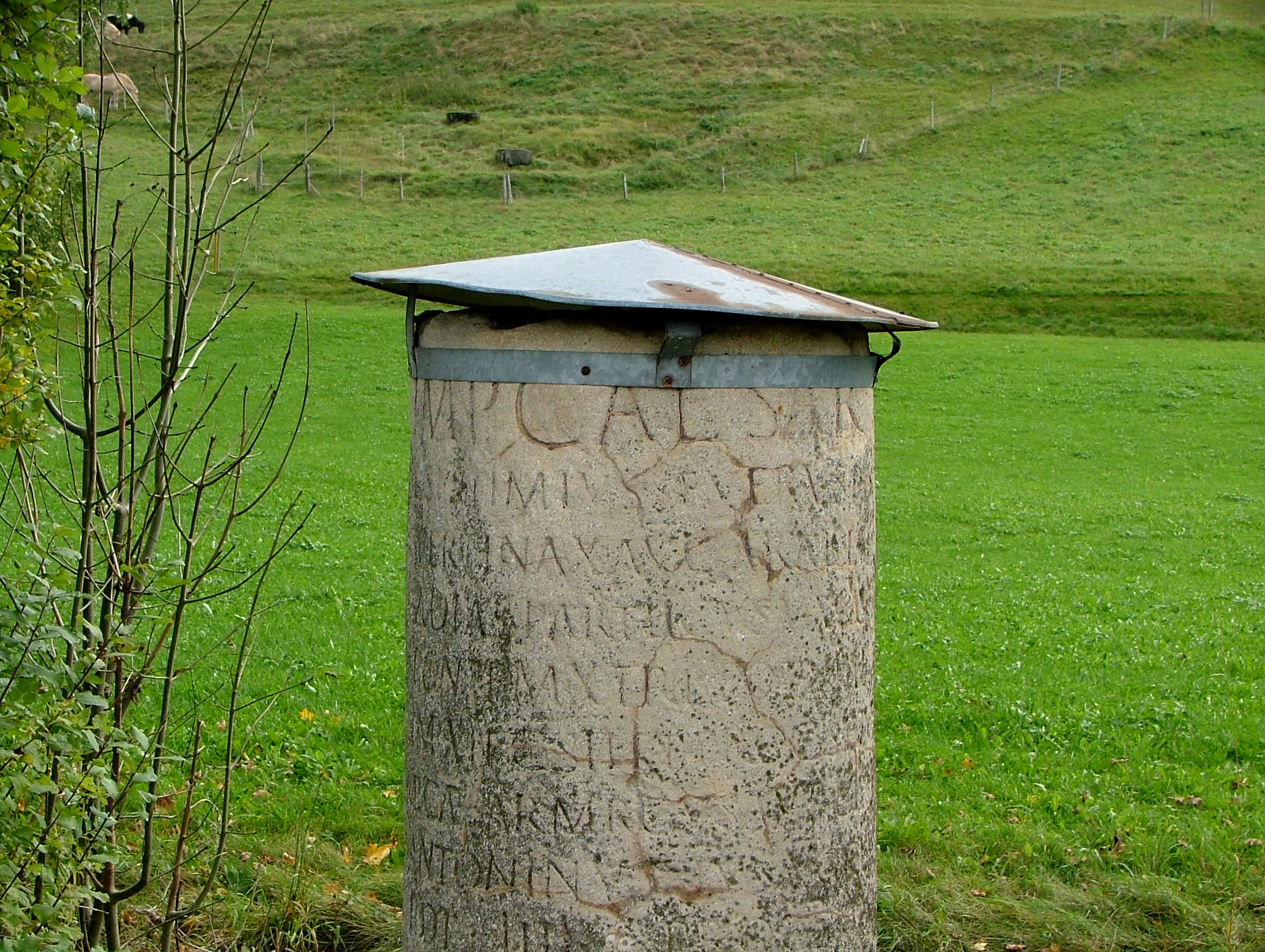
Meilenstein bei Kleinweiler

Ihre ursprüngliche Bedeutung allerdings erlangte die Allgäustraße erst 150 Jahre später wieder, als nach der Aufgabe des Limesgebietes, dem so genannten Limesfall, um die Mitte des dritten Jahrhunderts – und damit dem Verlust der Agri decumates und des nordwestlichen Teil Rätiens, des heutigen Oberschwaben und des Schwarzwalds – die neueren, direkteren und weiter nördlich verlaufenden Verkehrswege von Augsburg nach Nordwesten ausfielen. Nach der Rücknahme der Reichsgrenze auf den Donau-Iller-Rhein-Limes in der zweiten Hälfte des dritten Jahrhunderts war das noch den Römern verbliebene nordöstliche Restraetien, das seit Kaiser Diokletian mit der Hauptstadt Augsburg unter der Bezeichnung Rätien II (Raetia secunda) neben Raetia prima mit dem Sitz des Statthalters (praeses) in Chur eine eigene Provinz bildete und das nur noch das heutige Oberbayern, das heutige bayerische Schwaben und Teile von Tirol umfasste, weit kleiner als das 270 Jahre zuvor durch die Adoptivsöhne des Kaisers Augustus eroberte Gebiet.
Völlig unbeabsichtigt bot die gut ausgebaute Allgäustraße ab dem dritten Jahrhundert den von Norden aus Germania magna immer häufiger einfallenden Germanen, die die Römer wenige Jahre später Alamannen nennen sollten, auf ihren Raubzügen vorzügliche Voraussetzungen, um schnell und tief bis in den Süden Rätiens und weiter nach Italien vorzudringen. Von dort kehrten sie, reich mit Beute beladen, schnell und oft unbehelligt wieder in ihre weit weniger entwickelten, wesentlich ärmeren Gebiete nördlich der Donau zurück. Infolge der verheerenden Wirkung dieser Raubzüge auf die rätische Bevölkerung und aufgrund der extrem ausgedünnten Truppensituation in Raetien und dem römischen Germanien musste der obergermanisch-rätische Limes, die Grenze zu Germania Magna um die Mitte des dritten Jahrhunderts zwar in einer relativ geordneten Aktion, aber de facto endgültig aufgegeben werden. Die Reichsgrenze wurde ohne Aufgabe der rechtlichen römischen Gebietsansprüche nach Süden an die Donau und nach Westen an den Rhein auf eine leichter zu verteidigende natürliche Grenzlinie entlang von Flüssen und Seen zurückgenommen. Die neue Reichsgrenze führte von Regensburg (Castra Regina) entlang der Donau nach Westen bis in die Gegend des heutigen Ulm. Dort schwenkte sie nach Süden und folgte der Iller (Hilaria). Ab Bregenz bildeten der Bodensee und der Hochrhein in Richtung Basel und danach nach Norden der Rhein die neue Grenze. Durch die Verlegung der Grenze wurden die bisher benutzten weiter nördlich verlaufenden und kürzeren Straßenverbindungen von Augsburg nach Straßburg und Mainz unterbrochen. Jedenfalls standen sie nicht mehr als Römerstraßen mit der gewohnten vorzüglichen Infrastruktur (militärischer Schutz, Pferdewechselstationen, Herbergen, Straßenmeistereien usw.) zur Verfügung. Der Verkehr von Augsburg nach Süd- und Nordwesten wurde deshalb wieder weitgehend über die Allgäustraße und ihre Verlängerung südlich des Bodensees nach Westen abgewickelt. Der neue Donau-Iller-Rhein-Limes und sein Hinterland waren durch kleine Befestigungen und dislozierte militärische Einheiten gesichert. Der nun wieder bedeutende Verkehrsweg der Allgäustraße wurde mit einer Kette von Wachttürmen bewehrt. Ein kleines Kastell (Burgus), vermutlich mit dem Namen Rostrum Nemaviae, entstand zum Beispiel auf dem Goldberg bei Türkheim.

## Verlauf

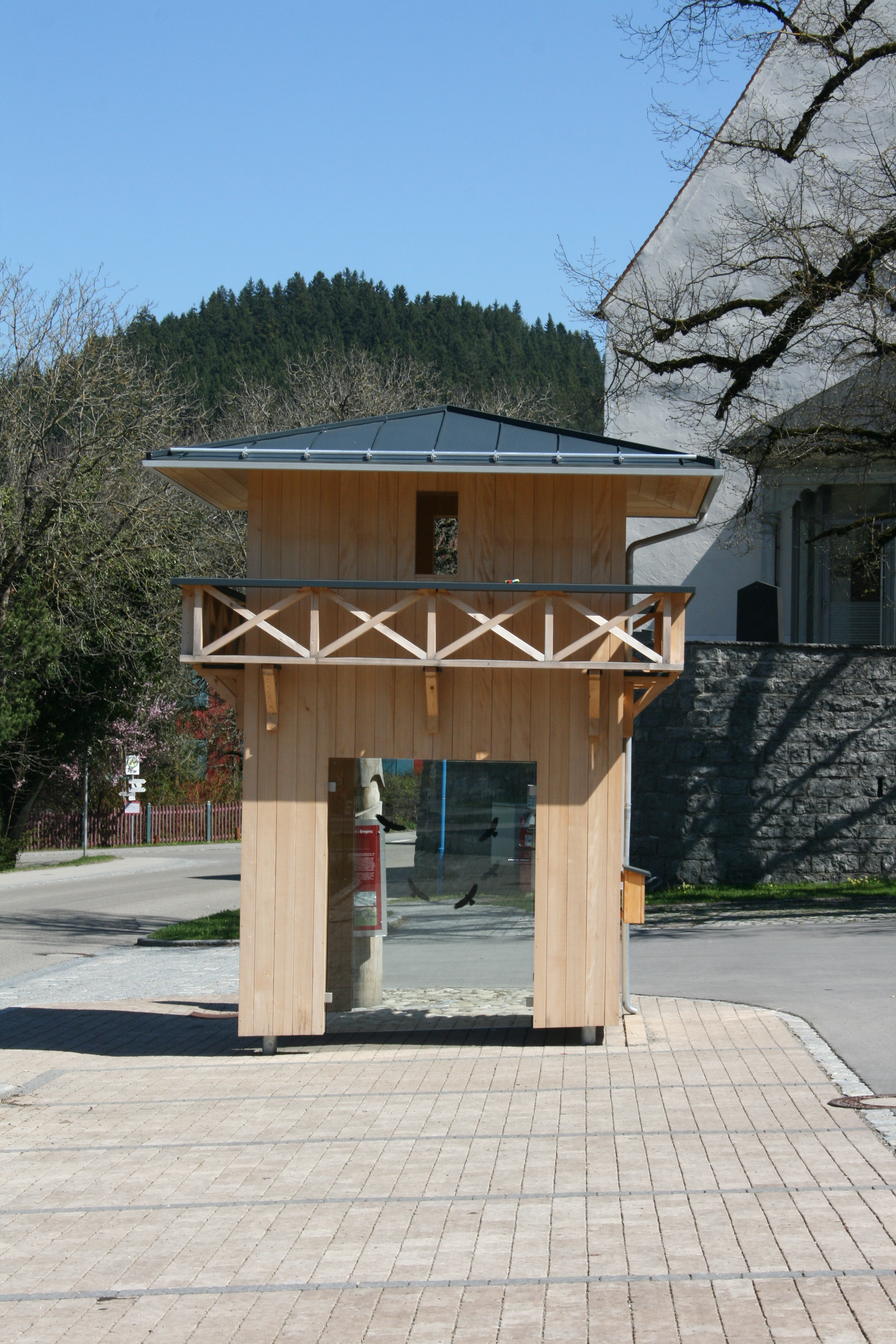
Römerturm-Nachbildung in Grünenbach

Während die Via Claudia die rätische Hauptstadt Augsburg nach Südosten hin über das heutige Haunstetten verließ, lief die Allgäustraße über Göggingen. Vom Haupttor (Porta praetoria) des Garnisonslagers nahe dem Punkt, wo heute Äußeres Pfaffengässchen und Karmelitengasse sich treffen, lief sie, zunächst zusammen mit der Straße nach Günzburg (Guntia) parallel zur Jesuitengasse/Kohlergasse zum Westtor der Stadt und schnurgerade weiter Richtung Frölichstraße/Hauptbahnhof. Hier schwenkte sie nach Südwesten in Richtung Göggingen ab. An verschiedenen Stellen sind Niederlassungen und Bestattungsplätze nachgewiesen; bei der Gögginger Brücke wurden Skulpturen gefunden. Über die jetzige Gögginger Straße und den Römerweg verlief sie weiter nach Inningen und Bobingen, wo überall Reste bereits vorgeschichtlicher Siedlungen gefunden worden sind. Wegen der Hochwassergefahr nahe der reißenden Wertach musste die Straße das Flussufer meiden. Sie zog östlich der Wertach in Richtung Allgäu und führte über die fruchtbare Hochterrasse in Richtung Lech (Licus). Sie folgt heute im Wesentlichen der Staatsstraße 2035; diese biegt allerdings in den Ortschaften fast immer nach Südwesten ab, um zu den am Fluss errichteten neueren Siedlungen zu gelangen. Danach schwenkt sie wieder in die alte Richtung. Die Römerstraße folgt diesen Schwenkungen nicht, sie verläuft immer geradeaus.
Zwischen Kempten und Bregenz verläuft die Römerstraße einige Kilometer südlich des einzigen nicht durch eine Flussgrenze gesicherten Teils des DIRL. Sie ist an vielen Stellen durch archäologische Befunde der Straße selbst (bei Buchenberg, Wengen, Maierhöfen, Grünenbach, Röthenbach, Heimenkirch, Opfenbach), wie durch die dazugehörigen Burgi (Wachtstationen bei Ahegg, Schwarzerd, Heimenkirch, Meckatz, Mellatz,  Sigmarszell, Hörbranz) nachgewiesen. Bei Kleinweiler steht heute die Nachbildung eines von dort stammenden römischen Meilensteins. Am Ort Klamm bei Buchenberg überwand die Straße den höchsten Punkt (921 m, an der Wasserscheide Donau/Rhein) in einem Hohlweg. Dort ist der Straßenverlauf noch heute auf einige hundert Meter mit deutlichen Radspuren im Fels erhalten.
Weitere Stationen bilden Schwabmünchen, Goldberg bei Türkheim, Schlingen bei Bad Wörishofen, Kaufbeuren, Kempten (Allgäu) (Cambodunum), Großholzleute bei Isny im Allgäu, Bregenz, Altenstadt bei Feldkirch, Maienfeld, Chur, Andeer am Hinterrhein, Splügenpass (oder alternativ Julierpass oder Septimer, Chiavenna (Clavenna)), Como (Comum), Mailand (Mediolanum).

## Abbildungen, Pläne und Fotos
- Pläne
  - Zum Verlauf in Augsburg: Gunther Gottlieb (Hrsg.): Geschichte der Stadt Augsburg von der Römerzeit bis zur Gegenwart. Theiss, Stuttgart 1984. ISBN 3-8062-0283-4. S. 42 (auf dem mittelalterlichen Stadtgrundriss), S. 44 (Innenstadt)
  - Zum Verlauf bis Bregenz: Wolfgang Czysz in Wolfgang Czysz (u. a.): Die Römer in Bayern. Theiss, Stuttgart 1995. ISBN 3-8062-1058-6. S. 195 (severische Erneuerungen)
  - Braasch, Otto: Archäologische Luftbilder früher Straßen und Gräber an Lech und Wertach. In: Josef Bellot (u. a., Hrsg.): Forschungen zur provinzialrömischen Archäologie in Bayerisch-Schwaben. Histor. Verein für Schwaben, Augsburg 1985 (Schwäbische Geschichtsquellen und Forschungen; 14), S. 117–146. S. 145: Großformatige Karte der Gegend südlich von Augsburg (Straßen, Wasserleitung, Wassereinzugsgebiet)
  - Erwin Keller (Red.): Die Römer in Schwaben. Jubiläumsausstellung 2000 Jahre Augsburg, veranstaltet vom Bayerischen Landesamt für Denkmalpflege und der Stadt Augsburg, Zeughaus, 23. Mai–3. November 1985. Lipp [in Komm.], München 1985. ISBN 3-87490-901-8 (Arbeitshefte des Bayerischen Landesamtes für Denkmalpflege; 27), S. 10 (Taf. II): Römerstraßen und Meilensteine, Städte und Dörfer der mittleren Kaiserzeit in Westrätien

- Luftbilder:
  - Braasch S. 124/25: Plan und Foto einer Ansicht bei Bad Wörishofen. Obertägig ist die Straße im Bodenrelief nicht mehr erhalten, abschnittsweise sind Materialgruben erkennbar, während Hinweise auf Straßengräben fehlen.
  - Erwin Keller (Red.): Die Römer in Schwaben. S. 144 (Taf. VIII): Felsgeleise bei Buchenberg, Lkr. Oberallgäu.